# Mistrovství Československa jednotlivců na klasické ploché dráze 1973
Mistrovství Československa jednotlivců na klasické ploché dráze 1973 bylo tvořeno 8 závody.

## Závody
Z1 = Slaný - 31. 3. 1973
Z2 = Čakovice - 1. 4. 1973
Z3 = Kopřivnice - 30. 5. 1973
Z4 = Ostrava - 31. 5. 1973
Z5 = Praha - 13. 7. 1973
Z6 = Pardubice - 14. 7. 1973
Z7 = Svitavy - 11. 8. 1973
Z8 = Březolupy - 12. 8. 1973

## Celkové výsledky
| Pořadí | Jméno             | Klub              | Body | Body celkem |
| ------ | ----------------- | ----------------- | ---- | ----------- |
| 1.     | Jiří Štancl       | Rudá hvězda Praha |      | 97          |
| 2.     | Petr Ondrašík     | Rudá hvězda Praha |      | 91          |
| 3.     | Milan Špinka      | Rudá hvězda Praha |      | 89          |
| 4.     | Zdeněk Majstr     | Slaný             |      | 67          |
| 5.     | Václav Verner     | Rudá hvězda Praha |      | 61          |
| 6.     | Jan Holub         | České Budějovice  |      | 57          |
| 7.     | Jan Verner        | Rudá hvězda Praha |      | 53          |
| 8.     | Jan Klokočka      | Slaný             |      | 52          |
| 9.     | Miroslav Rosůlek  | Slaný             |      | 47          |
| 10.    | Miloslav Verner   |                   |      | 36,5        |
| 11.    | Miloš Duda        | Kopřivnice        |      | 34          |
| 12.    | Karel Voborník    | Slaný             |      | 28          |
| 13.    | Jan Hádek         | Plzeň             |      | 27          |
| 14.    | Petr Kučera       | Pardubice         |      | 25          |
| 15.    | Evžen Erban       | Pardubice         |      | 21          |
| 16.    | Jozef Tóth        | Bratislava        |      | 19          |
| 17.    | Josef Plíšek      | Kopřivnice        |      | 10,5        |
| 18.    | Jindřich Dominik  | Kopřivnice        |      | 7           |
| 19.    | Stanislav Kubíček | České Budějovice  |      | 4           |
| 20.    | Zbyněk Novotný    | Rudá hvězda Praha |      | 3           |

Body
1. místo – 20 bodů
2. místo – 17 bodů
3. místo – 15 bodů
4. místo – 13 bodů
5. místo – 11 bodů
6. místo – 10 bodů
7. místo – 9 bodů
8. místo – 8 bodů
9. místo – 7 bodů
10. místo – 6 bodů
11. místo - 5 bodů
12. místo - 4 body
13. místo - 3 body
14. místo - 2 body
15. místo - 1 bod